# Листовое (Черняховский район)
Листовое (до 1938 года Стагушен; нем. Stagutschen, с 1938 года по 1947 Дальвитц; нем. Dallwitz) — исчезнувший населённый пункт в Черняховском районе Калининградской области.

## История
Первоначально поселение называлось Стагутшен (нем. Stagutschen) и являлось сельской общиной (нем. Landgemeinde) близ города Инстербург в административном округе Гумбиннен Восточной Пруссии. C 1874 года поселение относилось к району Йодлаукен (с 1938 года «Швальбентал»).
В 1938 году поселение по политико-идеологическим соображениям было переименовано в Дальвитц. В это же время в Дальвитце был создан лагерь Имперской службы труда, и построена железнодорожная станция на линии Торунь-Черняховск, ведущей в Инстербург. В июле 1944 года в лагере Имперской службы был создан воздушно-десантный батальон Дальвитц, названный в честь данного поселения. После Второй мировой войны поселение в 1947 году было переименовано в Листовое и передано в состав Свободненского сельского поселения.
К 1976 году поселение было полностью покинуто жителями.

## Население
| 1905 | 1910 | 1933 | 1939  |
| ---- | ---- | ---- | ----- |
| 168  | ↗189 | ↘165 | ↗ 375 |